# 奧地利-托斯卡納的路易絲
路易丝（德語：Luise，1870年9月2日—1947年3月23日）是萨克森王国的王儲妃和奥地利帝国的女大公。她的首任丈夫是萨克森末代国王腓特烈·奥古斯特三世。
路易丝来自哈布斯堡家族在托斯卡纳大公国的分支。她的父亲是大公費迪南多四世。路易丝是奥地利女大公，也是托斯卡纳公主。
1891年，她在维也纳和弗里德里希·奥古斯特举行了一场盛大的婚礼并生下六名孩子。但路易丝讨厌萨克森宫廷的繁文缛节，并因此和公公格奥尔格国王等人关系很差。
被发现和男家庭教师有外遇后，格奥尔格国王威胁要把路易丝关在精神病院。当时正怀孕的路易丝逃到瑞士，格奥尔格国王最终在1903年強制路易丝和他的儿子离婚。离婚后的她丧失了王储妃的头衔，只能被称为蒙蒂尼奥索女伯爵。她生下的女兒最后也回到萨克森和弗里德里希·奥古斯特一起。